# Walther P38
Walther P38 este un pistol semiautomat, care a fost dezvoltat de fabrica de arme Walther ca pistol de serviciu al Wehrmacht-ului la începutul celui de-Al Doilea Război Mondial. Acesta a fost destinat să înlocuiască Luger P08, a cărui producție era programată să se încheie în 1942.

## Utilizator
- Germania nazistă
- Germania de Vest
- Germania de Est
- Germania reunificată
- Austria
- Argentina
- Statul Independent Croat
- Regatul Ungariei
- Italia
- Mozambic
- Albania
- Pakistan
- Ciad
- Norvegia
- Franța
- Finlanda
- Suedia
- Africa de Sud
- Chile
- Liban
- Portugalia
- Kazahstan
- China
- Coreea de Nord
- Vietnam
- Macedonia de Nord
- Serbia
- România
- Iugoslavia
- Uniunea Sovietică
- Cuba
- Afganistan
- Polonia
- Thailanda
- Cambodgia
- Venezuela
- Danemarca
- Egipt
- Elveția
- Canada